# Charles des Moulins
Charles Robert Alexandre Desmoulins, ou des Moulins (1798 — 1875) foi um botânico, malacologista e naturalista francês. Foi presidente da Société Linnéenne de Bordeaux. Publicou diversos trabalhos científicos, entre estes, um catálogo das plantas fanerógamas da Dordonha. Foi o primeiro, em 1830, a ter a idéia de introduzir plantas dentro de aquários, a fim de beneficiar os peixes com o oxigênio produzido por estas plantas. Era um notório opositor ao Darwinismo.
Ele era membro de várias sociedades eruditas, incluindo a "Société linnéenne de Bordeaux", da qual ele serviu como seu presidente em 1826.